# 杜伏威灭宋颢之战
杜伏威灭宋颢之战，隋炀帝大业九年（613年），隋末民变中，杜伏威进军江南与隋军的第一次战斗。
杜伏威转掠淮南，自称将军。613年，隋朝江都留守派校尉宋灏领兵捕拿攻打从山东南下的杜伏威军。杜伏威与他交战，假装战败，将他诱入芦苇荡中。顺风纵火，逼迫宋颢的步骑军陷于大泽之中，烧死殆尽。